# ایوار بولینگ
ایوار بولینگ (فنلاندی: Ivar Böhling؛ ۱۰ سپتامبر ۱۸۸۹ – ۱۲ ژانویه ۱۹۲۹) کشتی‌گیر اهل فنلاند بود.
وی در مسابقات کشوری و بین‌المللی در مجموع برندهٔ ۱ مدال نقره شده‌است.